# Eve (film, 1968)
Pour les articles homonymes, voir Ève (homonymie).
Pour plus de détails, voir Fiche technique et Distribution.
Eve est un film d'aventures hispano-américano-liechtensteino-britannique réalisé par Jeremy Summers et sorti en 1968.
Le bikini de fourrure porté par Celeste Yarnall a été modifié à partir de celui porté par Raquel Welch dans Un million d'années avant J.C. (1966).

## Synopsis
Un explorateur à la recherche d'un trésor inca inestimable disparu dans la jungle amazonienne tombe sur une jeune femme en bikini et pieds nus nommée Eve, qui est vénérée comme une déesse par les indigènes de la jungle. Eve est également poursuivie par un forain qui la veut pour son spectacle de monstres, par les indigènes qui veulent maintenant la tuer pour avoir aidé un homme blanc, et par un explorateur, le grand-père d'Eve, qui veut la faire taire.

## Fiche technique
- Titre original anglais : Eve ou The Face of Eve[2] ou Diana, Daughter of the Wilderness[3]
- Titre espagnol : Eva en la selva[4]
- Réalisateur : Jeremy Summers
- Scénario : Harry Alan Towers (sous le nom de « Peter Welbeck »)
- Photographie : Manuel Merino
- Montage : Alan Morrison
- Musique : Malcolm Lockyer
- Production : Harry Alan Towers
- Sociétés de production : Ada Films, Harold Goldman Associates, Hispamer Films, Sargon Etablishment, Towers of London Productions, Udastex Films
- Pays de production :  Espagne,  Royaume-Uni,  Liechtenstein,  États-Unis
- Langue originale : anglais
- Format : couleurs - Son mono - 35 mm
- Durée : 94 minutes
- Genre : film d'aventures
- Dates de sortie :
  - États-Unis : 19 juillet 1968
  - Espagne : 5 août 1968

## Distribution
- Robert Walker Jr. : Mike Yates
- Fred Clark : John Burke
- Herbert Lom : Diego
- Christopher Lee : Col. Stuart
- Celeste Yarnall : Eve
- Rosenda Monteros : Conchita
- Maria Rohm : Anna
- Jose Ma Caffarel : José